# Kiss Sarolta
Kiss Sarolta (? 1975 –) magyar divattervező, eredeti végzettsége szerint tipográfus, designer, enteriőr stylist.

## Élete és pályafutása
Szülei: Katona Zsuzsa szobrászművész; Kiss Zoltán László festőművész. Testvérei: Kiss Borbála, jelmeztervező; Kiss Lenke Dorottya, grafikusművész, fotós.
Óvónőnek tanult, elvégezte az óvónőképzőt, majd beiratkozott egy kirakatrendező iskolába. Ez indította el a grafika és a lakberendezés felé. A Moholy-Nagy Művészeti Egyetemen tipográfusként végzett. Egyéni látásmódjával és minimalizmusával a hazai divatélet meghatározó személyisége, a NON+ ruhamárka tervezője.

## A NON+ márka
Kezdetben a Nos Design divatmárkát alapította egy barátnőjével, majd különvált és 2008 óta NON+ márkanév alatt tervezte tovább kreatív ruháit. A ruhák kis darabszámban készülnek, azokat kézzel szabják és varrják hosszas egyeztetéseket, tökéletesítéseket követően. A ruhákat egyszerű vonalak, kényelmes, vagány megoldások és visszafogott színvilág jellemzik, amelyek legtöbbjét egy-egy grafikai elem vagy idézet díszíti. A márka hobbiként indult, de egyre szélesebb körben ismert a hazai divat követői körében. Szlogenje: „letisztult, egyszerű és spontán”. A NON+ márkának 2014-ben már két saját üzlete volt: Pesten a Madách téren, Budán a MOM Parkban.

## Médiaszereplései
Lakberendezőként ő készítette a TV2 Szobaszervíz című műsorának 4. adásában bemutatott lakás belső terét, valamint a TV Paprika adón futott Absolute chef gasztroreality sorozat díszletét.
A 2018-as Design Hét Budapest rendezvény alkalmából a Rádió Orient műsorának vendége volt.